# إصطرك أمريكي
الإصطرك الأمريكي أو العَبْهَر الأمريكي (الاسم العلمي: Styrax americanus) هو نوع نباتي موطنه جنوب شرق الولايات المتحدة ووادي أوهايو. ينمو بشكل رئيس في المستنقعات والسهول الفيضية وفي الأماكن الرطبة.
الإصطرك الأمريكي عبارة عن شجيرة يصل ارتفاعها إلى 5 أمتار. أوراقها إهليلجية إلى بيضوي بطول 10 سم (4 بوصات). وتتحمل الأزهار في محاور بعض الأوراق.

## أنواع
يوجد نوعان منه هما:
- ستيراكس امريكانوس فار. (الاسم العلمي: americanus) (جرس الثلج الأمريكي) شائع في غابات المستنقعات والموائل الرطبة التي تتراوح من ولاية فرجينيا الغربية جنوبًا إلى فلوريدا والغرب إلى تكساس وميسوري.
- ستيراكس امريكانوس فار. (الاسم العلمي: pulverulentus) (الجرس الثلجي الأمريكي الناعم) الشائع في غابات الصنوبر الرطبة التي تتراوح من ساوث كارولينا جنوبًا إلى فلوريدا وغربًا إلى تكساس وميسوري.